# Ann-Kristin Føsker
Anne-Kristin Føsker, född 21 augusti 1952 i Oslo i Norge, är en svensk politiker (folkpartist) och författare. Hon föddes i Norge, men flyttade 1963 till Mariefred i Södermanlands län. Hon var politiker från 1988 till 1998, med uppdrag i både kommunledning och riksdag, då för Uppsala läns valkrets. I riksdagen var hon suppleant i konstitutionsutskottet och socialförsäkringsutskottet.
Utöver sitt skrivande erbjuder hon coachning, både på individ- och gruppnivå, såväl som ledarskapsutveckling.